# Neue Waag
Die mittelalterliche Patrizier-Hausburg mit Turm, die sogenannte Neue Waag (Haidplatz Nr. 1), beherrscht die gesamte östliche Stirnseite des Haidplatzes im Zentrum der Altstadt von Regensburg. Die Hausburg erstreckt sich über die gesamte Breite des Haidplatzes von der Neuen Waag-Gasse im Norden bis zur Gasse Vor der Grieb im Süden. Der nördliche Trakt der Hausburg mit dem Turm ist der älteste Kern der Anlage, wurde um 1300 errichtet, später erweitert und umgebaut. Ursprünglich hatte das Haus im Norden auch eine große Einfahrtshalle (heute Ladengeschäft), ausgerichtet zur Neuen Waag-Gasse. Der südliche Trakt des Gebäudes wurde durch einen Bombentreffer im 2. Weltkrieg stark beschädigt, konnte aber im ursprünglichen Zustand wieder hergestellt werden. Das Gebäude ist heute ein geschütztes Baudenkmal, (D-3-62-000-538).

## Baugeschichte, Beschreibung, Nutzung
Der nördliche alte Kern der Anlage, die Patrizier-Hausburg mit Turm wurde um 1300 vom Regensburger Patriziergeschlecht der Gumprecht erbaut. Im Erdgeschoss des Turmes befand sich die noch heute erkennbare zweijochige St. Christophorus-Hauskapelle mit gotischem Kreuzgewölbe. Dort findet sich heute auch das steinerne Stadtmäuschen.
Die steinernen Hausflügel der Anlage umschließen einen Binnenhof mit zweigeschossigen Renaissancearkaden und toskanischen Säulen. Über einem Fenstersturz findet sich die Jahreszahl 1573.
Auf die Familie Gumprecht folgten als Besitzer der Anlage die Familien Hofmeister und Altmann.Aus deren Besitz wurde die gesamte Hausburg 1441 von der Stadt Regensburg erworben, um dort die Stadtwaage unterzubringen, für deren Betrieb ein angrenzender großer Platz benötigt wurde. Von dieser Nutzung leitet sich der heutige Name der Hausburg her. Weiterhin wurde im Gebäude dann auch eine Herrentrinkstube eingerichtet, wobei mit Herren die Mitglieder des Rates der Stadt gemeint waren, die sich hier nach ihren anstrengenden Sitzungen erholen konnten. Hier fanden auch Empfänge, Festlichkeiten und Hochzeiten vornehmer Familien statt.
1541 wurden die Räume des Hauses für ein Religionsgespräch genutzt, das auf Wunsch von Kaiser Karl V. religiöse Gräben zwischen Katholiken und Protestanten überwinden sollte.
Bei dem Regensburger Religionsgespräch zwischen Johannes Eck und Philipp Melanchthon wurde vergeblich versucht, die religiösen Gräben zwischen Katholiken und Protestanten zu überwinden.
Die dreigeschossige Vierflügelanlage mit Walmdach wurde um 1440 und von 1572 bis 1587 umgebaut. Der Umbau des Innenhofs mit der Errichtung von Renaissance-Arkadengängen im Jahr 1575 wertete die alte Hausburg stark auf.
Zum ersten Reichstag nach dem Dreißigjährigen Krieg, dem Reichstag 1652/53 wurde im Gebäude eine provisorische Schreibstube eingerichtet. Aus ihr entstand nach 1663, als der Reichstag zum ständigen, Immerwährenden Reichstag wurde, eine erweiterte, dauerhafte sogenannte Diktaturstube wo die Protokolle des Reichstages erstellt wurden.
1782 wurde im Nordtrakt der über zwei Geschosse reichende klassizistische Napoleonsaal eingebaut, getragen von einem schweren Durchzugsbalken, gestützt auf eine steinerne Rundsäule mit Kompositkapitell. Dieser Saal beherbergte von 1784 bis 1875 die Reichsstädtischen Bibliotheksbestände mit vielen Tausend Bänden, der zusammengelegten Bibliotheken der Reichsstadt, der evangelischen Ministerialbibliothek und des Gymnasium poeticums.
Nach Kriegszerstörungen der südlichen Gebäudebereiche in den Jahren 1944/45 wurden die Hofarkaden und die südlichen Gebäude wiederhergestellt und erweitert. Heute dient das Gebäude als Sitz des Verwaltungsgerichtes.